# Gennadij I Banscikov
Gennadij I Banscikov   (Kazan, 9 de novembre de 1943 - Sant Petersburg, 7 de març de 2025) Gennadi Ivanovich Banschtschikov, en rus: Геннадий Иванович Банщиков , va ser un compositor rus.

## Biografia
La família de Gennadi Banshchikov es va traslladar de Kazan a Ucraïna després de la Segona Guerra Mundial. El 1953 va ser admès a l'escola de música del Conservatori de Sant Petersburg, on va estudiar primer violoncel, després clarinet i piano, però després es va dedicar a la composició. Del 1961 al 1964 va estudiar al Conservatori de Moscou amb Serguei Balassanian i de 1965/66 al Conservatori de Sant Petersburg amb Borís Aràpov, amb qui va continuar els seus estudis de postgrau fins al 1969. El 1967 es va convertir en membre de la Unió de Compositors Soviètics. Imparteix classes al Conservatori de Petersburg des de 1974, i des de 1998 com a professor d'instrumentació i composició.
El treball compositiu de Gennadi Banschtschikow inclou quatre simfonies, concerts en solitari (fins ara cinc només per a violoncel), òperes (incloent-hi l'òpera de cambra El conte de com Ivan Ivànovitx es va barallar amb Ivan Nikiforovich, dedicada a Richard Strauss, basada en la història del mateix nom de Gogol) i música de cambra, incloent diverses sonates per al bayan (Acordió rus).